# Sungai Palu Palu
Sungai Palu Palu är ett vattendrag i Brunei. Det ligger i den nordöstra delen av landet. Floden mynnar i havet.
I omgivningarna runt Sungai Palu Palu växer i huvudsak städsegrön lövskog. Tropiskt regnskogsklimat råder i trakten.